# آیری-تام (شهرستان آلابقعه)
آیری-تام (به لاتین: Ayry-Tam، پیش‌تر پروومایسکویه) یک روستا در قرقیزستان است که در شهرستان آلابقعه واقع شده‌است. آیری-تام ۵٬۸۶۴ نفر جمعیت دارد.